# Santa Fe (provins)
 For alternative betydninger, se Santa Fe. (Se også artikler, som begynder med Santa Fe)
Provinsen Santa Fe (spansk: Provincia de Santa Fe) er en provins i det nordlige Argentina. Den har et areal på 133.007 km2
og en befolkning på 3.544.908 (2022) indbyggere. Naboprovinserne er Chaco, Corrientes, Entre Ríos, Provincia de Buenos Aires, Córdoba og Santiago del Estero.
Provinshovedstaden hedder Santa Fe og har en befolkning på 405.683(2016) indbyggere. Den største by er Rosario med en befolkning på 1.193.605(2010) indbyggere.

## Økonomi
Landbruget er en vigtig indtægtskilde for Santa Fe, og specielt dyrkes sojabønne og hvede. Der findes også en del industri, og denne er fokuseret mod landbruget. Dette inkluderer blandt andet landbrugsmaskiner, mejeriprodukter og raffinering af planteolier.